# Tat'jana Mitkova
Tat'jana Rostislavovna Mitkova (in russo Татья́на Ростисла́вовна Митко́ва?; Mosca, 13 settembre 1955/1957) è una giornalista televisiva russa, nota per essersi rifiutata nel 1991 di leggere alla televisione russa NTV la versione ufficiale dell'Unione Sovietica sulla risposta armata alla rivolta in Lituania. Nel 2001 la BBC News l'ha descritta come una delle "presentatrici più famose della Russia".

## Biografia
È nata nel settembre 1955 (1957) nella famiglia di un ufficiale sovietico che ha prestato servizio nell'intelligence all'estero. Proviene dalla nobile famiglia Mitkov; secondo i ricordi di famiglia, il nonno della giornalista ha cambiato il suo cognome in "Mitkov" per paura di persecuzione della sua famiglia sotto il dominio sovietico.
L'infanzia di Tat'jana è trascorsa in Svizzera, poi sua madre ha lavorato presso l'ambasciata dell'URSS.. Amava il pattinaggio artistico e la coreografia e voleva entrare in una scuola di musica.
Nel 1973 si è diplomata alla scuola secondaria specializzata n. 56 di Mosca con uno studio approfondito della lingua inglese. Successivamente ha studiato presso la Facoltà di giornalismo dell'Università statale di Mosca, dedicata a M. V. Lomonosov, fino al 1980. Da studentessa, ha lavorato presso il Centro di radiodiffusione televisiva e radiofonica statale dell'URSS, dove ha ricoperto incarichi da assistente alla regia (prima posizione in TV) a corrispondente speciale. Negli anni '80 ha lavorato alla televisione centrale nel programma informativo " Vremija", nel programma mattutino "120 minuti" e nel programma "Panorama internazionale". In un'intervista, ha ammesso che la sua esperienza editoriale all'"International Panorama" ha avuto un impatto significativo sulla sua ulteriore crescita professionale: tra i suoi insegnanti c'erano Aleksandr Bovin, Genrich Borovik, Vsevolod Ovčinnikov.

## Filmografia
In tutti i progetti, Mitkova ha recitato nel ruolo di se stessa.
- 1993  - Sensacija
- 2000  - Kamenskaja (stagione 1: film n. 8 "Non interferire con il boia")
- 2000  - Dal'nobojšiki (4 serie "Film")[senza fonte]

## Premi
- Ordine al Merito per la Patria, IV grado (16 novembre 2011) - per i grandi servizi nello sviluppo delle trasmissioni televisive e radiofoniche domestiche e per molti anni di fruttuosa attività
- Ordine d'onore (22 aprile 2014) - "per l'obiettività nella copertura di eventi in Crimea " (il decreto sull'assegnazione non è stato reso pubblico)
- Ordine dell'Amicizia (27 novembre 2006) - per il suo grande contributo allo sviluppo delle trasmissioni televisive e radiofoniche nazionali e per molti anni di fruttuoso lavoro
- Certificato d'onore del Presidente della Federazione Russa (26 luglio 2021) - "per meriti nello sviluppo dei media e molti anni di lavoro coscienzioso"
- Gratitudine del Presidente della Federazione Russa (23 aprile 2008) - "per il supporto informativo e il lavoro sociale attivo per lo sviluppo della società civile nella Federazione Russa"
- Medaglia della memoria 13 gennaio (Lituania , 11 gennaio 1994). Il 3 aprile 2014 ha rifiutato la medaglia in solidarietà a Dmitrij Kiselev, privato di questo premio per ordine del presidente della Lituania Dalia Grybauskaitė perché, secondo Grybauskaite, nel programma Vesti Nedeli, prende in giro i valori fondamentali di libertà e democrazia. In onda nel suo programma, la conduttrice televisiva ha affermato: “Dichiaro ufficialmente che rifiuto la medaglia che mi è stata assegnata allo stesso tempo e chiedo al presidente della Lituania, la signora Grybauskaite, di cancellarmi dall'elenco dei premiati”. 14 aprile 2014 la Mitkova è stata privata della medaglia con decreto del Presidente della Lituania.
- Vincitore del concorso di leader TV-Inform (1991).
- Premio internazionale per la libertà di stampa del Comitato per la protezione dei giornalisti (1991).
- Vincitore del premio dell'organizzazione americana per la protezione dei giornalisti "Per l'esecuzione altamente professionale del dovere giornalistico" (1993).
- Vincitore del premio TEFI nella nomination "Miglior presentatore di un programma informativo" (1997).
- Vincitore del premio della città di Mosca nel campo del giornalismo per il 2001 (25 marzo 2002).
- Vincitore del Premio nazionale per il riconoscimento pubblico dei risultati delle donne "Olympia" dell'Accademia russa per gli affari e l'imprenditorialità (2005).
- Vincitore del Premio TEFI: Premio Speciale (2018).